# Ulrico de Estrasburgo
Ulrico Engelberti, más conocido como Ulrico de Estrasburgo (1225 – 1277) fue un teólogo y filósofo escolástico dominico alemán. Discípulo de Alberto Magno, recibió de su maestro la influencia aristotélica, al igual que su condiscípulo Tomás de Aquino. Fue autor de Summa, donde entre otros temas trata sobre estética, en particular la belleza.
Alberto Magno recogió dos teorías tradicionales sobre la belleza, la de la proporción aristotélica y la del resplandor neoplatónico, sintetizándolas sobre la base de la teoría hilemorfista de Aristóteles (la materia va unida a la forma): así une proporción y resplandor, resultando que la belleza se produce cuando la materia trasluce su esencia. Define así la belleza como el resplandor de la forma en las diversas partes de la materia. 
Ulrico desarrolló esta teoría dividiendo la belleza en corpórea y espiritual, a la vez que encuentra en ella dos cualidades distintas: la belleza esencial, inherente a las cosas, y la accidental, ajena a ellas. Recoge conceptos de la tradición neoplatónica, especialmente de Plotino y Pseudo Dionisio, tomando la belleza trascendente como superior a la temporal. Sostiene que la belleza está en la forma, pero se manifiesta más cuanto mayor es su "resplandor", el cual la hace elevarse por encima de la materia. Identifica a Dios como belleza suprema y causa de todo lo bello.